# Tuborg
Tuborg er et dansk ølmærke, der første gang blev brygget i Hellerup i 1875. Fabrikken bag produkterne, Tuborgs Fabrikker (fra 1935 Tuborgs Bryggerier), blev grundlagt i Hellerup i 1873 og i 1970 fusioneret med Carlsberg. Det meste af fabriksanlægget er i dag revet ned.

## Tuborgs Fabrikker anlægges
A/S Tuborgs Fabrikker blev grundlagt i Hellerup den 13. maj 1873 af en gruppe erhvervsmænd, med grosserer og slagteriejer Philip W. Heyman som initiativtager. Heyman havde erfaret, at H.P. Prior var villig til at sælge det areal med havn, som han ejede i Hellerup. Prior havde i årene 1869-72 anlagt Tuborg Havn. Tuborg-navnet stammer fra et udskænkningssted, som blev opført af Jonas Thue i 1690'erne med navnet Thuesborg. Selvom Thue selv var brygmester, havde han altså personligt ingen forbindelse med det senere bryggeri. Thuesborg blev senere ombygget, og en ny, større villa blev tilføjet med navnet Store Tuborg. Denne blev senere et plejehjem.
Heyman fik C.F. Tietgen, grosserer Rudolph Puggaard og højesteretssagfører Gustav Edvard Brock med på ideen om at erhverve området til industrielt formål. Den 13. maj 1873 blev der indbudt til den stiftende generalforsamling. Det var planerne, at man ville udnytte havnen ved at anlægge et eksportbryggeri, et glasværk til at fremstille flasker til bryggeriet, en svovlsyrefabrik og en gødningsfabrik. Man ville eksportere øl til Sydamerika og importere gødningsstoffer fra sammesteds fra.
Aktiekapitalen var på 1 million rigsdaler, hvoraf de 800.000 blev tegnet. C.F. Tietgen, formand for Privatbanken, blev selskabets første bestyrelsesformand. Aktiekapitalen var ikke tilstrækkelig til at etablere de ønskede virksomheder, og man oparbejdede derfor en betydelig gæld. I bestyrelsen var Philip W. Heyman ansvarlig for anlæggelsen af virksomheden i samarbejde med en af tidens dygtigste ingeniører, cand.polyt. G.A. Hagemann. Heyman engagerede desuden brygmester Hans Bekkevold fra Kristianssand i Norge til opbygning af bryggeriet. Selskabets direktør, Leopold Damm, blev ansat på Tietgens initiativ.
De første øl kom på markedet 13. juli 1875, eksempelvis Tuborgs lagerøl (fra 1932 kendt som Rød Tuborg). Forventningerne til eksportmarkedet slog dog fejl, for i disse år blev mekaniske kølemaskiner mere almindelige og muliggjorde også bryggeridrift i varme lande. De sydamerikanske lande opbyggede egne bryggerier, som var beskyttet af høje toldsatser. I Danmark var der en overkapacitet af gødning, og glasværket kunne ikke producere flasker til markedspriser. Tuborgs Fabrikker gik derfor dårligt, og selskabets storaktionær Philip W. Heyman forlangte direktøren fyret. Han ønskede også alt andet end bryggeriet afviklet. Ingen af delene ville Tietgen gå med til, hvad der førte til Philip W. Heymans udtræden af bestyrelsen.
Selskabet påbegyndte en ændring af produktionen, så den bedre passede til danske forhold. Omlægningen af produktionen krævede nye investeringer, og bestyrelsen måtte derfor i flere år afvise at udbetale udbytte, hvilket afstedkom et spændt forhold til aktionærerne. Efterhånden blev firmaets gæld konverteret til aktier. Heyman og hans støtter forlangte i 1880 på ny direktøren afskediget for uduelighed. Denne gang lykkedes det. C.F. Tietgen trådte samtidig ud af bestyrelsen. Heyman blev nu både administrerende direktør og bestyrelsesformand og begyndte at rette skuden op.

## Tuborgs gennembrud 1880-1894
En konsolidering af virksomheden fulgte. Glasværket blev frasolgt til Kastrup Glasværk i 1881, og gødningsfabrikken sluttede sin produktion i 1882. Heyman var en leder, der forstod at benytte sine kontakter fra øvrige eksportforretninger. Igennem disse kanaler blev der eksporteret øl fra Tuborg til mange steder i verdenen. Hjemmemarkedet stod dog for den helt store salgsfremgang.
Da bryggeriet var opbygget som et eksportbryggeri, havde man kapacitet på bryggeriet til aftappe øl til det københavnske marked. Alle andre bryggerier solgte deres øl i fustager, der blev tappet ude i byen i små selvstændige forretninger. Aftapperne forsynede ølflaskerne med deres egne etiketter. Ved aftapning på egen fabrik havde man kontrol med, at indholdet var det originale Tuborg-øl, at produktet havde en ensartet udseende, og at den hygiejniske standard var i orden. Ligeledes undgik man et fordyrende mellemled.
Heyman havde også god fornemmelse for markedsføringens betydning. Han fandt på de karakteristiske Tuborgparasoller, som beskyttede kuskene for vind og vejr, og samtidig signalerede, at her kom Tuborg. I 1880 kunne bryggeriet også præsentere Danmarks første pilsnertype, Grøn Tuborg. Pilsneren slog dog først rigtig an i slutningen 1890'erne. I 1888 fik han bygget Tuborgflasken til den nordiske udstilling i København. Kæmpeflasken fungerede som udsigtstårn og var forsynet med en hydraulisk elevator, der var sidste skrig.
Efter udstillingen blev flasken opstillet ved Tuborg tæt på hjørnet af Carolinevej og Strandvejen – nu dog uden elevator. Det kostede fem øre at opleve flasken indefra, men hvis man bagefter nød et glas øl i Tuborgpavillonen, fik man femøren tilbage. Denne pavillon blev åbnet af Tuborg i 1880'erne. Det blev et populært sted, hvor man kunne få hestene vandet og samtidig nyde en kold forfriskning. Pavillonen blev derfor et søgt udskænkningssted og desuden kendt for god mad. I 1925 lukkede pavillonen, for Strandvejens øvrige restauratører var trætte af konkurrencen fra deres egen ølleverandør. Pavillonen blev revet ned i 1934.
Heyman forstod også at trække på eksperter, selv om man var konkurrenter, når der opstod problemer. J.C. Jacobsen besøgte Tuborgs Fabrikker og gav gode råd om hygiejne, da der opstod problemer i driften med vildgær. Ligeledes indførte også Tuborg rendyrkningsmetoden af gær, der blev offentliggjort i 1883 af Carlsberg Laboratorium.
I 1890 gik Heyman ind på et nyt marked, idet han startede en produktion af mineralvand. Tuborg blev det første danske bryggeri, som lancerede en citronsodavand og en apollinaris.

## Benny Dessaus periode
I 1893 døde Heyman og blev efterfulgt som administrerende direktør af Benny Dessau, der havde ægtet Heymans datter. Året efter blev Tuborg en del af De forenede Bryggerier, der talte flere små københavnske bryggerier og var stiftet tre år tidligere. Som direktør for hele samarbejdet fra 1899 blev Dessau manden, der skulle lægge arm med Carlsberg i kampen om markedsandele.
Senere var Dessau sammen med Gl. Carlsbergs direktør S.A. van der Aa Kühle initiativtager til samarbejdsaftalen med Carlsberg i 1903. Aftalen betød, man var to selvstændige virksomheder, men samarbejdende. I praksis indgik man i hinandens investeringer, delte overskuddet, og Carlsberg måtte ikke begynde en hvidtølsproduktion. I aftalen var desuden indskrevet en mulighed for fusion indtil år 2000, hvilket blev til virkelighed i 1969. Dette skabte ro på det meget konkurrenceprægede marked. De forenede Bryggerier koncentrerede produktionen på tre bryggerier, der fik hver sin specialiserede opgave. Tuborg stod for bayersk øl, producerede sodavand og fremstillede Vitamon, der var et bouillonprodukt til husholdningsbrug, samt tørgær til industrien.
Under Dessau fortsatte lanceringen af nye produkter, således Guld Tuborg i 1895. Samtidig planlagde Dessau en større udbygning af fabrikken, der fandt sted 1902-03 ved arkitekten Henri Glæsel og blandt andet omfattede kedelhus, nyt bryghus og tappehaller. Dessau fik samtidig en direktørbolig, Hvide Villa, på Strandvejen. Arkitekten for det første fabriksanlæg fra 1873 kendes ikke, men Charles Abrahams var manden bag Tuborgs arbejderboliger, der blev opført 1874-76 ved Tuborgvej. I 1913 stod Anton Rosen for en imponerende administrationsbygning og indkørselsport i skønvirkestil på hjørnet af Tuborg Havnevej.
Udbygningen fortsatte under arkitekten Sven Risoms ledelse. Risom tegnede den store mineralvandsfabrik (1923) på hjørnet af Strandvejen og Tuborg Boulevard, en kornsilo (1924) samt funktionærboliger på Svanemøllevej (1925).
Også Dessau havde god sans for markedsføring. I anledning af 25-års jubilæet for det første bryg 1900 foranstaltede han en konkurrence om en ny reklameplakat. Selv om Erik Henningsens plakat Den tørstige Mand samme år ikke vandt 1. præmie i selve konkurrencen, blev det Den tørstige mand, som vandt i det lange løb. J.F. Willumsen løb med præmien på 10.000 kroner, et anseligt beløb. I 1932 indførte Dessau navngivning af Tuborgs hovedprodukter som Rød og Grøn. Tuborg Squash blev lanceret 1936.
I 1931 etablerede Dessau Tuborgfondet til minde om 40-års jubilæet for skabelsen af De forenede Bryggerier.
I 1919 blev Benny Dessaus søn Einar Dessau optaget i direktionen for De forenede Bryggerier, herunder Tuborg, hvor han havde sæde indtil 1963. Einar Dessau, der primært fungerede som salgsdirektør, var innovativ inden for markedsføring.
Benny Dessau døde i 1937. Herbert Jerichow var indtrådt i direktionen 1931 og blev administrerende direktør ved Dessaus død.

## Under Besættelsen
Under Besættelsen måtte Einar Dessau på grund af sin jødiske baggrund flygte til Sverige i november 1943, hvor han gik ind i modstandsarbejdet. Efter krigen genoptog han sin stilling på Tuborg.
I krigens sidste år blev Tuborgs kedelhus den 5. januar sprængt i luften ved schalburgtage, men man kunne alligevel fortsætte ølleverancerne dagen efter takket være hjælp udefra.

## Efterkrigstiden
I årene efter 2. verdenskrig var det fortsat Jerichow og Dessau, der tegnede De forenede Bryggerier. Fra 1950 blev de suppleret med Niels Steenberg, der begyndte som brygmester 1942, blev underdirektør 1948 og teknisk direktør 1950. Dertil kom Aage L. Rytter, der fra 1951 og permanent fra 1953 var en del af direktionen, og som 1960 indtrådte som administrerende direktør efter Jerichow. Rytter døde dog allerede året efter og blev erstattet af John Friis Berg. Han nåede imidlertid også kun at sidde et år på posten, inden han i 1962 efterfulgtes af Viggo J. Rasmussen, der kom fra en chefstilling i Scandinavian Airlines System (SAS).
I 1963 blev direktørvillaen nedrevet for at give plads til et hovedsæde for De forenede Bryggerier, der stod klar i 1964. Arkitekten for den moderne højhusblok var Preben Hansen.

## Fusion og endeligt
I 1970 fusionerede De forenede Bryggerier med Carlsberg (effektivt fra 1969), og i 1979 blev produktionen udvidet, da Fredericia blev valgt som placering for et nyt moderne bryggeri, Fredericia Bryggeri A/S. Viggo J. Rasmussen gik af 1971. Fra 1972 var Poul Svanholm en markant administrerende direktør for bryggerikoncernen.
I 1996 blev den sidste øl brygget på Tuborg i Hellerup. På den gamle bryggerigrund er siden opstået en ny bydel med mondæne boliger, erhvervshovedsæder, skole, indkøbscenter og lystbådehavn. Det oprindelige Tuborg blev i 1998-2000 nedrevet med undtagelse af fem markante bygninger, der nu nu anvendtes til andre formål. De bevarede bygninger er:
- Bryghuset, Tuborg Havnevej (1903 af Henri Glæsel, om- og tilbygget).
- Den gamle administrationsbygning, ejes nu af Realdania Byg, Strandvejen 52 (1913 af Anton Rosen, fredet 2007).
- Mineralvandsfabrikken, Strandvejen 56 (1923 af Sven Risom, ombygget).
- Tappehallerne, nu Experimentarium (1927, ombygget).
- Den nye administrationsbygning, Strandvejen 50 (1964 af Preben Hansen, om- og tilbygget).

Den nye Tuborg-bydel er blevet beskrevet som elitær, livløs og som produkt af dårlig byplanlægning. Carlsberg Ejendomme, der har stået for byudviklingen i Hellerup, har senere selv erkendt dette i forbindelse med projektet Vores By[kilde mangler] om omdannelse af Carlsbergs tilsvarende industriområde i Valby.

## Direktion
Adm. direktører:
- 1873-1880 Leopold Damm.
- 1880-1893 Philip W. Heyman.
- 1893-1937 Benny Dessau.
- 1937-1959 Herbert Jerichow.
- 1960-1961 Aage L. Rytter.
- 1961-1962 John Friis Berg.
- 1962-1971 Viggo J. Rasmussen.

Andre direktører:
- Einar Dessau, direktør.
- Niels M. Steenberg, teknisk direktør.

## Ølmærkerne og Tuborg som brand
Uden for Danmark er Tuborgs eksport-øl et kendt brand. Der foregår også lokalproduktion. Særligt på de østeuropæiske markeder står Tuborg-mærket stærkt. I 2000 var Tuborg repræsenteret på 104 markeder verden over, primært med Guld Tuborg.
Pilsneren Grøn Tuborg er en af Danmarks mest populære øl, og øllens internationale udgave klarer sig også godt i omkring 70 lande, især Tyrkiet, Sverige og Tyskland og en samlet vækst på 17 % i 2006. April 2007 blev Tuborg lanceret på det konkurrencefyldte britiske marked. Tuborg er det største licensproducerede ølmærke i Rusland.
I Danmark brygges Tuborg af Carlsberg Danmark, og findes i cirka 10 typer, mens udlandet stort set kun dækkes af Guld Tuborg og Grøn Tuborg.
I Danmark markedsfører Tuborg sig gennem musik-arrangementet "Grøn Koncert", der hvert år arrangeres som en landsdækkende turné i samarbejde med Muskelsvindfonden. Tuborgfondet er et andet tiltag, der skal brande Tuborg som kulturel bannerfører. Ølmærket henvender sig i deres markedsføring primært til ungdommen.
I en kort periode (2013-14) var der uenighed mellem Coop Danmark og Carlsberg om vilkårene for salg af Carlsbergs produkter, hvilket betød, at Carlsbergs produkter, herunder Tuborg, ikke blev solgt i Coops kæder.

### Grøn Tuborg
Grøn Tuborg er blevet produceret siden 1880, og er den mest solgte øl blandt ungdommen i Danmark. Det var landets første ”ægte” pilsner.

### Classic
Tuborg Classic blev introduceret på markedet den 1. februar 1993 til markering af bryggeriets 120 år jubilæum. Øllen er en mørkere pilsnertype med 4,6 % alkohol, der markedsføres med sloganet "Lidt mere af alting..." Produktet blev en succes og har været en del af produktsortimentet siden og er i dag et af de bedst sælgende af Tuborgs brands i Danmark.

### Guld Tuborg
Guld Tuborg er en stærk pilsner med en alkoholstyrke på 5,6 %. Øllen blev oprindeligt udviklet til eksport og blev lanceret i Danmark i 1895.

### Julebryg
Tuborg Julebryg så dagens lys i 1981. Det er en mørkere og lidt stærkere øl (5,6 % alkohol) end den traditionelle pilsner. Markedsføring og image er alt for Tuborgs Julebryg, der i daglig tale også kaldes snebajeren. Der er vokset en hel tradition op omkring dagen for ankomsten af årets julebryg. Dagen kaldes J-dag eller dagen, hvor "sneen falder". Tuborg Julebryg er stadig en af de mest populære julebryg i Danmark, selv om den i blindtests altid placeres blandt de dårligst scorende øl, og stadig mister markedsandele til de mindre bryggerier. Tuborg Julebryg var oprindeligt en blanding af KB Juleøl, Rød Tuborg og Fine Festival og blev indført, fordi Tuborg i 1979 introducerede sit nu velkendte sne-univers på et julekort for almindelig Grøn Tuborg med sloganet ”Glædelig jul og godt Tub’år”. I 1980 blev billedet brugt som plakat på ølbiler og i 1981 som etiket på den nylancerede juleøl, Tuborg Julebryg, som er kendt fra biografreklamen med julemanden i kanen.[kilde mangler]

### Rød Tuborg
Rød Tuborg var den allerførste øl, Tuborg Bryggerierne producerede. Den kom på gaden første gang i 1875. Øllen blev oprindelig solgt som "Lagerøl", men fik i folkemunde navnet "Rød", hvilket på et tidspunkt blev øllens officielle navn.
Rød Tuborg fremstilles i overensstemmelse med den oprindelige opskrift som en mørk undergæret øl af fire slags malt: Münchener-, pilsner-, karamel- og farvemalt. Der anvendes ikke råfrugt i øllet. Den har i dag en alkoholstyrke på 4,3 %.
Rød Tuborg blev på grund af faldende salg taget ud af produktion i 2002, men relanceret i maj 2007 til markering af bryggeriets fødselsdag. Øllen er siden blev sendt i butikkerne i maj måned til markering af fødselsdagen.

### Påskebryg
Påskebryg er også en sæsonøl med sin egen helt særlige tradition og dag knyttet til: P-dag, der ganske vist ikke når samme højder som J-dag. Tuborg Påskebryg, også kaldet Kylle-kylle, er en gylden og let sødlig øl med en alkoholstyrke på 5,4 %.

### Fine Festival
Fine Festival, eller blot FF, er en stærk pilsner med en alkoholstyrke på 7,5. Øllen blev introduceret i 1955 i anledning af Dronning Elizabeths kroning.

### Super Light
Super Light er en alkoholfri pilsner (0,1 %) brygget som Grøn Tuborg, men med efterfølgende fjernelse af alkoholen. Den blev introduceret i 1993.

### Tuborg LITE
I 2008 forsøgte Tuborg at udvikle en let-øl, der blev markedsført som Tuborg Lite med en alkoholstyrke på 0,5 %. Ved lanceringen havde bryggeriet store forventninger til den nye øltype, men øllen slog ikke an og fremstilles ikke mere.

### Tuborg ULTRA grøn
Tuborg ultra grøn var en øl produceret af Tuborg, der blev solgt i en aflang 33 cl dåse og med en alkoholprocent på 6,5. Den blev lanceret sommeren 2013, men opnåede ikke det forventede salg og fremstilles ikke længere.

## Afledt udtryk
Tegnene { og } kaldes ofte tuborgklammer, tuborg-parenteser eller bare tuborg efter ligheden med taget på Tuborgs ølvogne.